# Kulturpreis des Landkreises Diepholz
Der Kulturpreis des Landkreises Diepholz wird seit 1989 prinzipiell in jedem Jahr vom Landkreis Diepholz für herausragende Leistungen auf kulturellem Gebiet vergeben – bisher in den Bereichen Bildende Kunst (Malerei / Bildhauerei / Keramik / Keramische Skulptur / Fotografie / Scherenschnitte), Niederdeutsche Sprache, Musik und für ein innovatives Kulturprojekt. Preisträger müssen aus dem Landkreis Diepholz kommen oder aber zu ihm eine besonders enge Beziehung haben. Der Preisträger erhält eine Urkunde und ein Preisgeld von 7.500 €.

## Preisträger
- 1989: Günter Tollmann für den Bereich Bildende Kunst / Malerei
- 1990: Heinrich Schmidt-Barrien (Anerkennungspreis) und Ursel Meyer-Wolf (Förderpreis) für den Bereich niederdeutsche Literatur
- 1991: Georg Reuter (Anerkennungspreis) und Enno Kastens (Förderpreis) für den Bereich Musik
- 1992: Louis Niebuhr für den Bereich Bildende Kunst / Bildhauerei
- 1993: 1. Preis Isabell Riederer, 2. Preise Laurenz Berges, Wilfried Meyer und Klaus Tischer für den Bereich Bildende Kunst / Fotografie
- 1994: Rita Bieler (1. Preis / Förderpreis) und Gerlinde Buddrick (2. Preis / Förderpreis)
- 1995: Hans-Albert Walter für den Bereich Bildende Kunst / Malerei
- 1996: Sabine Wewer und Rita Segelke (beide Förderpreis) für den Bereich Bildende Kunst / Bildhauerei
- 1997: keine Preisvergabe
- 1998: Vera Vehring und Fritz Vehring für den Bereich Bildende Kunst / „Keramische Skulptur“
- 1999: Andreas Frömberg für den Bereich Bildende Kunst / Bildhauerei
- 2000: keine Preisvergabe
- 2001: keine Preisvergabe
- 2002: Künstlerinnenhof „Die Höge“ für ein innovatives Kulturprojekt
- 2003: Haidelis Jacob-Kalähne für den Bereich Bildende Kunst / Scherenschnitte
- 2004: Filmemokers Sulingen (Förderpreis) für den Bereich plattdeutsche Sprache
- 2005: Heidrun Kohnert für den Bereich Bildende Kunst / Bildhauerei und Keramik
- 2006: Margit Arndt für den Bereich Bildende Kunst / Malerei
- 2007: Sabine Kratzer und Sabine Rasper (beide "Atelierhof Scholen") für den Bereich bildende Kunst / Keramik und Buchbindekunst
- 2008: Majanne Behrens und Jürgen Stahmann (beide "Kleines Hoftheater Ringmar") für den Bereich Soziokultur
- 2009: Gerd Kadzik für den Bereich Malerei / Bildende Kunst
- 2010: Carin Levine für den Bereich Musik
- 2011: Klassische Philharmonie NordWest unter der künstlerischen Leitung von Ulrich Semrau für den Bereich Musik
- 2012: Ulrike Möhle für den Bereich Bildende Kunst / Bildhauerei und Keramik
- 2013: Lutz Edgar Felsmann für den Bereich Malerei / Bildende Kunst
- 2014: Edwin Partoll für den Bereich Bildende Kunst / Bildhauerei
- 2015: Jonathan Olbert für den Bereich Bildende Kunst / Fotografie
- 2016: Dirk Busch für den Bereich Musik
- 2017: Daniela Franzen und Marcello Monace für den Bereich Theater, Tanz, Akrobatik und Film
- 2018: Kay Kruppa und Frank Pinkus (Weyher Theater) für den Bereich Theater, Schauspiel und Musik
- 2019: Twistringer Strohmuseum[1]
- 2020: Uwe Oswald im Bereich Bildhauerei, Malerei, Zeichnung und Druckgrafik[2]
- 2021: Falko Weerts, für sein Engagement für die niederdeutsche Sprache[3][4]
- 2022: Peter Barthold Schnibbe[5]
- 2023: Elsa Töbelmann und Henning Greve[6][7]
- 2024: die Sulinger Filmemacher (für den Kinofilm "Das Sulingen-Projekt") und die inklusive Trommelgruppe Unikat aus Weyhe (Anerkennungspreis)[8]